# Anatolij Dmitrievič Papanov
Anatolij Dmitrievič Papanov (in russo Анатолий Дмитриевич Папанов?; Vjaz'ma, 31 ottobre 1922 – Mosca, 5 agosto 1987) è stato un attore sovietico.

## Filmografia parziale
- Lenin in ottobre (Lenin v Oktjabre), regia di Michail Romm e Dmitrij Vasil'ev (1937) - non accreditato
- Soveršenno ser'ёzno, registi vari (1961)
- Čelovek niotkuda, regia di Ėl'dar Rjazanov (1961)
- Porožnij rejs, regia di Vladimir Vengerov (1962)
- Chod konёm, regia di Tat'jana Lukaševič (1962)
- Jabloko razdora, regia di Valentin Pluček (1962)
- Rodnaja krov', regia di Michail Eršov (1963)
- Zelёnyj ogonёg, regia di Villen Abramovič Azarov (1964)
- Živye i mёrtvye, regia di Aleksandr Stoller (1964)
- Dajte žalobnuju knigu, regia di Ėl'dar Rjazanov (1965)
- Deti Don Kichota, regia di Evgenij Karelov (1965)
- Naš dom, regia di Vasilij Pronin (1965)
- V gorode S., regia di Iosif Chejfic (1966)
- Vesёlye raspljuevskie dni, regia di Ėrast Garin e Chesja Lokšina (1966)
- Beregis' avtomobilja, regia di Ėl'dar Rjazanov (1966)
- Vozmezdie, regia di Aleksandr Stoller (1967)
- Virineja, regia di Vladimir Fetin (1968)
- Služili dva tovarišča, regia di Evgenij Karelov (1968)
- Crociera di lusso per un matto (Brilliantovaja ruka), regia di Leonid Gajdaj (1968)
- Belorusskij vokzal, regia di Andrej Smirnov (1970)
- Dela serdečnye, regia di Aždar Ibragimov (1973)
- Plochoj chorošij čelovek, regia di Iosif Chejfic (1973)
- Den' priёma po ličnym voprosam, regia di Solomon Abramovič Šuster (1974)
- Odinoždy odin, regia di Gennadij Poloka (1974)
- Odinnadcat' nadežd, regia di Viktor Sadovskij (1975)
- Strach vysoty, regia di Aleksandr Surin (1975)
- Le 12 sedie (12 stul'ev), regia di Mark Zacharov (1976)
- Inkognito iz Peterburga, regia di Leonid Gajdaj (1977)
- Vsё rešaet mgnovenie, regia di Viktor Sadovskij (1978)
- Inžener Graftio, regia di Gennadij Kazanskij (1979)
- Pena, regia di Aleksandr Stefanovič (1979)
- Otcy i dedy, regia di Jurij Pavlovič Egorov (1982)
- Vremja želanij, regia di Julij Rajzman (1984)
- Cholodnoe leto pat'desjat tret'ego..., regia di Aleksandr Proškin (1987)

## Doppiaggio

### Film d'animazione
- Nag in Rikki-Tikki-Tavi (1965)
- Orso in Mašenka i medved' (1960)
- Orso polare in V strane nevyučennych urokov (1969)
- Vodyanoy in Il vascello volante (1979)

### Cartoni animati
- Volk in Nu, pogodi! (1969-1986)